# Світ-Гоум (Арканзас)
Світ-Гоум (англ. Sweet Home) — переписна місцевість (CDP) в США, в окрузі Пуласкі штату Арканзас. Населення — 712 особи (2020).

## Географія
Світ-Гоум розташований за координатами 34°40′2″ пн. ш. 92°14′47″ зх. д. / 34.66722° пн. ш. 92.24639° зх. д. (34.667334, -92.246365).  За даними Бюро перепису населення США в 2010 році переписна місцевість мала площу 10,54 км², з яких 10,07 км² — суходіл та 0,47 км² — водойми.

## Демографія
Згідно з переписом 2010 року, у переписній місцевості мешкало 849 осіб у 353 домогосподарствах у складі 229 родин. Густота населення становила 81 особа/км².  Було 445 помешкань (42/км²). 
Расовий склад населення:
| - 69,7 % — чорних або афроамериканців - 23,7 % — білих - 0,9 % — корінних американців - 0,8 % — азіатів - 1,9 % — осіб інших рас |

До двох чи більше рас належало 2,9 %. Іспаномовні складали 2,6 % від усіх жителів.
За віковим діапазоном населення розподілялося таким чином: 21,4 % — особи молодші 18 років, 61,8 % — особи у віці 18—64 років, 16,8 % — особи у віці 65 років та старші. Медіана віку мешканця становила 44,5 року. На 100 осіб жіночої статі у переписній місцевості припадало 88,7 чоловіків;  на 100 жінок у віці від 18 років та старших — 84,8 чоловіків також старших 18 років.
Медіана доходів становила 34 231 долар для чоловіків та 31 196 доларів для жінок. За межею бідності перебувало 15,5 % осіб, у тому числі 0,0 % дітей у віці до 18 років та 26,9 % осіб у віці 65 років та старших.
Цивільне працевлаштоване населення становило 204 особи. Основні галузі зайнятості: освіта, охорона здоров'я та соціальна допомога — 27,0 %, виробництво — 20,6 %, публічна адміністрація — 19,1 %.